# نمایش بیل انگوال
نمایش بیل انگوال (انگلیسی: The Bill Engvall Show) یک نمایش کمدی موقعیت طنز است که از ۱۷ ژوئیه ۲۰۰۷ تا ۵ سپتامبر ۲۰۰۹ در تی‌بی‌اس اجرا می‌شود. این مجموعه بازیگر کمدی بیل انگوال است و توسط انگوال و مایکل لسن نوشته و ساخته شده‌است. این مجموعه در تاریخ ۲۵ سپتامبر ۲۰۰۹ لغو شد.
انگول که در حومه شهرلوئیسویل، کلرادو واقع شده‌است، نقش یک مشاور خانواده به نام بیل پیرسون را بازی کرد که همیشه نمی‌تواند خانواده خودش را درک کند. نانسی تراویس در نقش همسرش و تیم مدوز در نقش بهترین دوستش همبازی بودند. کودکان پیرسون توسط جنیفر لارنس، گراهام پاتریک مارتین و اسکایلر گیزوندو به تصویر کشیده شدند.